# Станішевиці
Станішевиці (пол. Staniszewice) — село в Польщі, у гміні Хинув Груєцького повіту Мазовецького воєводства.
Населення — 85 осіб (2011).
У 1975-1998 роках село належало до Радомського воєводства.

## Демографія
Демографічна структура станом на 31 березня 2011 року:
|          | Загалом | Допрацездатний вік | Працездатний вік | Постпрацездатний вік |
| -------- | ------- | ------------------ | ---------------- | -------------------- |
| Чоловіки | 48      | 9                  | 35               | 4                    |
| Жінки    | 37      | 7                  | 19               | 11                   |
| Разом    | 85      | 16                 | 54               | 15                   |